# Maiacetus
Maiacetus inuus fue una especie de cetáceo extinto de la familia de los protocétidos. Sus restos fósiles fueron encontrados en la provincia de Baluchistán, en Pakistán. Medía cerca de 2,6 m de largo y su peso se estima entre 280–390 kg. Es la única especie descrita para el género Maiacetus.

## Paleobiología

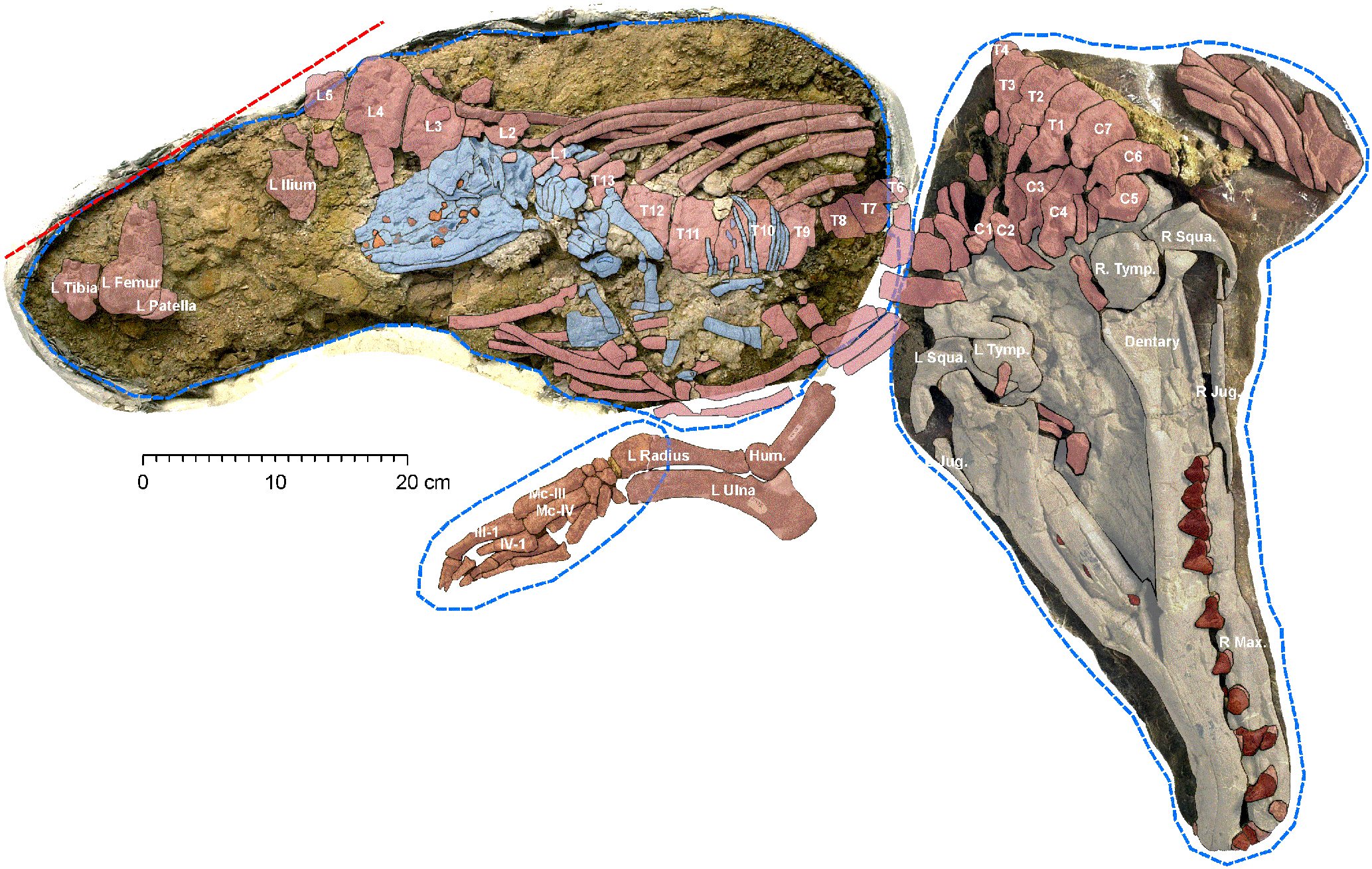
Hembra adulta de Maiacetus y su feto (en azul).

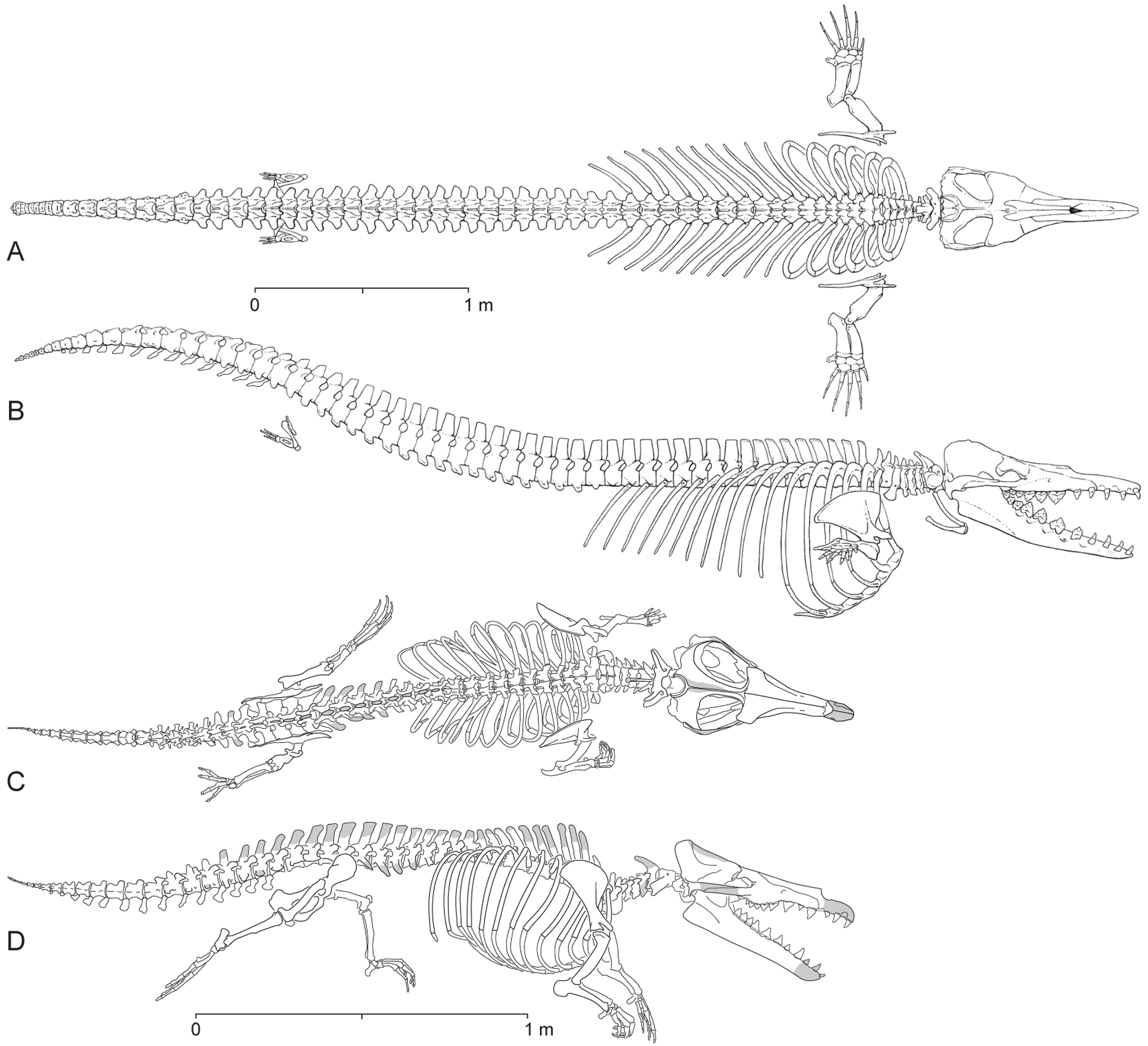
Esqueletos de Dorudon atrox y Maiacetus inuus en posición de nado.

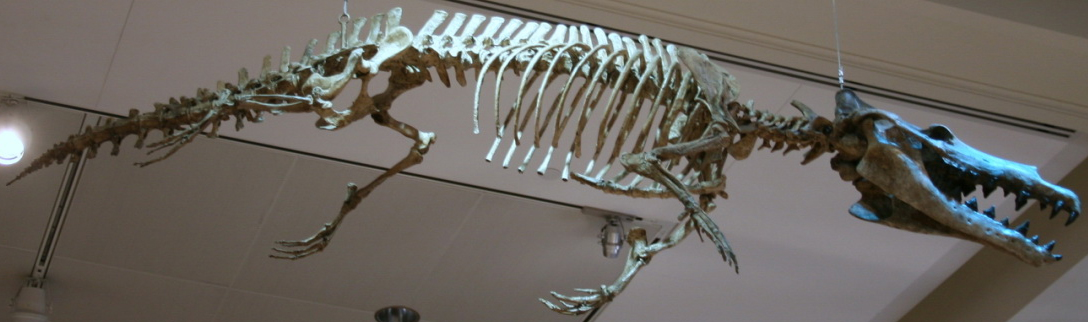
Esqueleto de Maiacetus

El género, que contiene una sola especie, Maiacetus inuus, fue descrito en 2009 por Gingerich et al., basados en dos especímenes que se interpretaron como una madre embarazada y su feto. Esto representaría la primera descripción de un esqueleto fetal en un arqueoceto. La posición del feto, con la cabeza en frente, sugiere que estos animales nacían en tierra. los cetáceos generalmente dan a luz empezando por la parte posterior del cuerpo, mientras los mamíferos terrestres lo hacen de cabeza. El hecho que Maiacetus pudiera haber nacido en tierra no es improbable debido a que este animal era semiacuático o anfibio. Maiacetus representa el periodo de transición que marcó el regreso de algunos mamíferos terrestres al medio acuático.
Sin embargo, J. G. M. Thewissen, descubridor de Ambulocetus, ha cuestionado estas conclusiones, al sugerir que el pequeño esqueleto podría tratarse de un alimento parcialmente digerido. Incluso si este pequeño esqueleto fuese un feto, Thewissen opina que no pudo preservarse en su posición normal in vivo.